# Jacob Martins Obiorah
Jacob Martins Obiorah (27 de marzo de 1974) es un deportista nigeriano que compitió en taekwondo. Ganó una medalla de plata en el Campeonato Africano de Taekwondo de 2003 en la categoría de –78 kg.

## Palmarés internacional
| Campeonato Africano | Campeonato Africano | Campeonato Africano | Campeonato Africano |
| Año                 | Lugar               | Medalla             | Categoría           |
| ------------------- | ------------------- | ------------------- | ------------------- |
| 2003                | Abuya (Nigeria)     | Medalla de plata    | –78 kg              |